# Megascolia
Megascolia is een geslacht van vliesvleugelige insecten van de familie dolkwespen (Scoliidae).

## Soorten
- M. bidens (Linneus, 1767)
- M. maculata (Drury, 1773)